# 기 파르멜랭

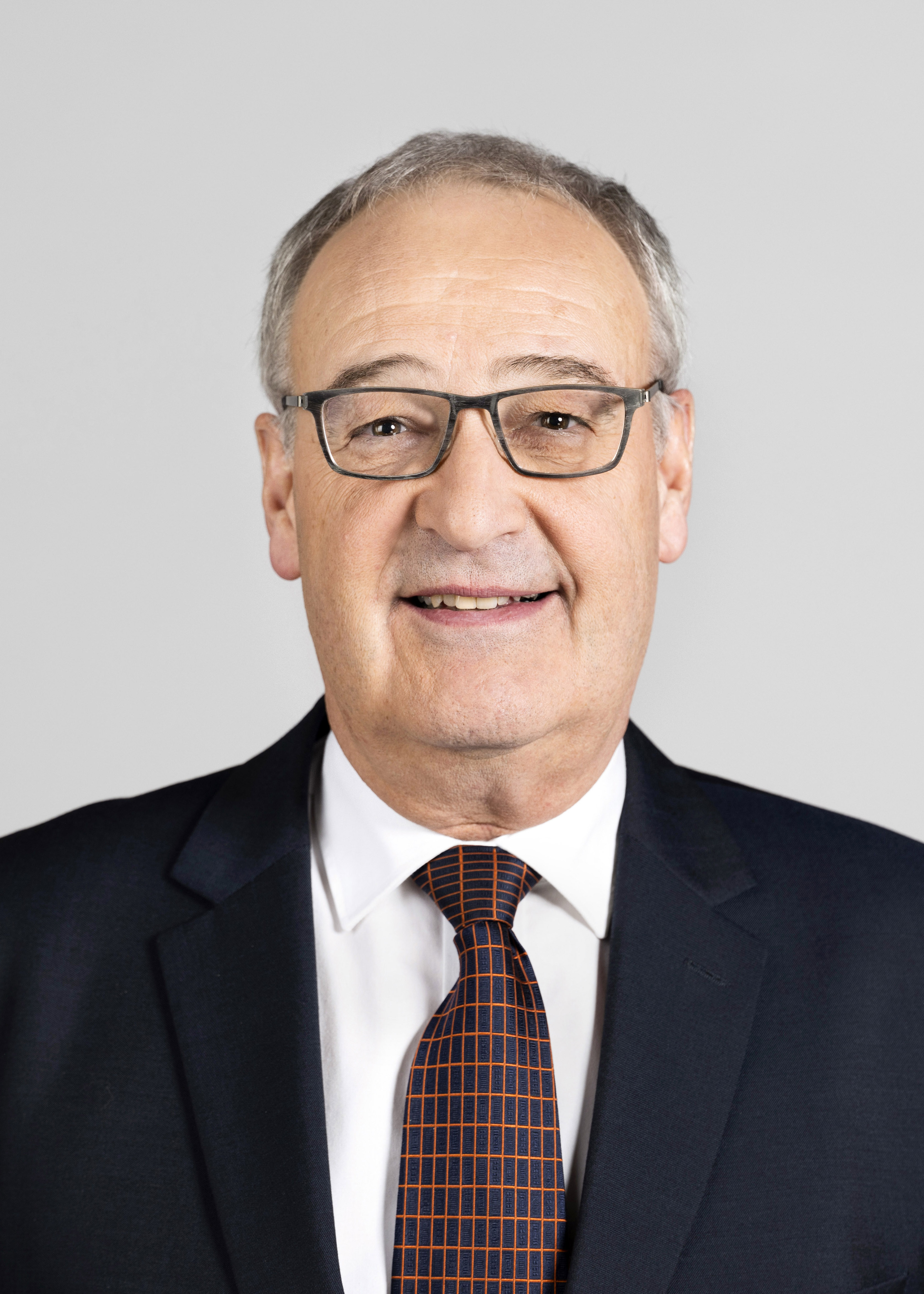
기 파르멜랭

기 파르멜랭(프랑스어: Guy Bernard Parmelin, 1959년 11월 9일 ~ )은 스위스의 정치인으로 2021년 현재 스위스의 대통령이다. 2020년에는 부통령이었다. 스위스 인민당(SVP/UDC) 소속으로, 2016년 이래 연방평의회 위원이다. 2019년 이래 경제교육연구부 장관을 지내고 있으며, 2016년부터 2018년까지는 국방시민보호체육부 장관을 역임한 바 있다.